# Raie lissée
Malacoraja senta
Espèce
Synonymes
- Raja senta

Statut de conservation UICN

 EN A2bcd : En danger
La raie lissée ou raie à queue de velours (Malacoraja senta) est une espèce de poissons cartilagineux de la  famille des Rajidae.